# Grabowica (województwo świętokrzyskie)
Grabowica – wieś w Polsce położona w województwie świętokrzyskim, w powiecie buskim, w gminie Pacanów.
Prywatna wieś szlachecka, położona była w drugiej połowie XVI wieku w powiecie wiślickim województwa sandomierskiego. 
W latach 1975–1998 miejscowość położona była w województwie kieleckim.